# Meike Schmelzer
Meike Schmelzer (* 19. Juli 1993 in Wiesbaden) ist eine deutsche Handballspielerin.

## Karriere

### Verein
Schmelzer begann in der Jugend des HSC Ingelheim mit dem Handballspielen und wechselte 2007 zum 1. FSV Mainz 05. Mit dem Frauenteam der Mainzer stieg sie zur Saison 2010/11 in die 2. Handball-Bundesliga auf. Nach dem sofortigen Abstieg und einer Saison in der 3. Liga gelang 2012 der Wiederaufstieg. Ab Februar 2014 spielte die Kreisläuferin aufgrund eines Zweitspielrechts außerdem beim Erstligisten Vulkan-Ladies Koblenz/Weibern. Zur Saison 2014/15 wechselte sie zum Thüringer HC. Mit dem THC gewann sie 2015, 2016 und 2018 die Meisterschaft. In der Saison 2021/22 stand sie beim rumänischen Erstligisten CS Gloria 2018 Bistrița-Năsăud unter Vertrag. Anschließend wechselte sie zum Ligakonkurrenten HC Dunărea Brăila. Seit der Saison 2025/26 steht sie beim deutschen Bundesligisten HSG Bensheim/Auerbach unter Vertrag.

### Nationalmannschaft
Meike Schmelzer bestritt 25 Länderspiele für die deutsche Juniorinnennationalmannschaft. Am 7. Oktober 2015 lief sie erstmals für die deutsche Frauen-Nationalmannschaft auf. Im Jahr 2024 nahm sie an den Olympischen Spielen in Paris teil. Sie absolvierte bisher 107 Spiele, in denen sie 142 Tore erzielte.

## Sonstiges
Neben dem Handball studiert Schmelzer Sport und Englisch auf Lehramt.